# Coryssiphus cinerascens
Coryssiphus cinerascens är en spindelart som beskrevs av Simon 1903. Coryssiphus cinerascens ingår i släktet Coryssiphus och familjen månspindlar. Inga underarter finns listade i Catalogue of Life.